# 頌栢
頌栢（英語：Chung Pak，代號M26）是香港元朗區議會下轄的選區，2011年設立，2023年取消，末任區議員為天水圍地區民生促進會成員李煒鋒。

## 範圍
選區位於天水圍新市鎮中部，包括天頌苑頌棋閣、頌畫閣、頌碧閣、頌水閣、頌流閣、頌臺閣、頌亭閣、栢慧豪園及栢慧豪廷，與其相連的選區有頌華、悅恩、晴景、嘉湖北和嘉湖南選區，投票站設於香港青年協會李兆基小學。

## 沿革
2008年栢慧豪園落成，大量人口相繼遷入，選舉事務處在2011年將部份頌華選區與原本屬於嘉湖南選區的栢慧豪園組合成頌栢選區。
2011年區議會選舉，當時人口估算約15,483人，其中有6,255位選民，投票站設於香港青年協會李兆基小學，議席由自由黨成員陳偉文、無黨派人士謝巨誠（未有表明新社聯成員身份）、李子強、新民黨成員黃卓健和民主黨成員楊世昌爭奪，最終黃卓健以1,032票勝出，這是新民黨在元朗區唯一取得的議席。2012年獲納入新民黨新界西直選田北辰名單，排名第三。
2015年區議會選舉，黃卓健以六成得票擊敗得到泛民主派認可的獨立候選人莫炎熙。2017年田北辰連同另外六名新界西區議員退出新民黨，黃未有跟隨。至2019年8月，黃卓健以健康理由退出新民黨，並宣佈放棄參選連任。
2019年區議會選舉，獲得民主動力認可的李煒鋒（2015年曾經代表人民力量參選沙田區議會禾輋邨選區）以五成五得票打敗經民聯郭靜然和張國棟，郭靜然即使得票比四年前的黃卓健多326票，但亦未能成功在前黨友黃卓健手上接棒。2021年10月21日，香港政府宣佈第四批(新界西)區議員宣誓結果，李煒鋒與另外16名民主派區議員一同被裁定宣誓無效，即時喪失區議員資格，並且在5年內不得參與各級選舉。

## 歷屆議員
| 屆別                   | 議員   | 政治聯繫        | 政治聯繫 |
| ---------------------- | ------ | --------------- | -------- |
| 2012年－2015年         | 黃卓健 |                 | 新民黨   |
| 2016年－2019年         | 黃卓健 | 新民黨 → 無黨籍 |          |
| 2020年－2021年10月20日 | 李煒鋒 |                 | 天地會   |
| 2021年10月21日－2023年 | 懸空   | 懸空            | 懸空     |

## 歷屆選舉結果
| 政党   | 政党   | 候选人    | 票数  | %     | ±      |
| ------ | ------ | --------- | ----- | ----- | ------ |
|        | 無黨派 | ①. 張國棟 | 187   | 3.21  | 不適用 |
|        | 天地會 | ②. 李煒鋒 | 3,249 | 55.63 | 不適用 |
|        | 經民聯 | ③. 郭靜然 | 2,404 | 41.16 | 不適用 |
| 多数票 | 多数票 | 多数票    | 658   | 11.27 | 不適用 |

| 政党   | 政党   | 候选人    | 票数  | %     | ±      |
| ------ | ------ | --------- | ----- | ----- | ------ |
|        | 新民黨 | ①. 黃卓健 | 2,078 | 60.09 | ▲20.91 |
|        | 獨立   | ②. 莫炎熙 | 1,380 | 39.91 | 不適用 |
| 多数票 | 多数票 | 多数票    | 698   | 20.18 | 不適用 |

| 政党   | 政党         | 候选人    | 票数  | %     | ±      |
| ------ | ------------ | --------- | ----- | ----- | ------ |
|        | 自由黨       | ①. 陳偉文 | 117   | 4.44  | 不適用 |
|        | 新界社團聯會 | ②. 謝巨誠 | 745   | 28.28 | 不適用 |
|        | 無黨派       | ③. 李子強 | 391   | 14.84 | 不適用 |
|        | 新民黨       | ④. 黃卓健 | 1,032 | 39.18 | 不適用 |
|        | 民主黨       | ⑤. 楊世昌 | 349   | 13.25 | 不適用 |
| 多数票 | 多数票       | 多数票    | 287   | 10.90 | 不適用 |